# Lhotka nad Labem
Lhotka nad Labem település Csehországban, a Litoměřicei járásban. Lhotka nad Labem Velemín, Vchynice, Lovosice, Malé Žernoseky és Píšťany településekkel határos. Lakosainak száma 383 fő (2024. január 1.).

## Népesség
A település lakosságának változását az alábbi diagram mutatja:
| Lakosok száma | 274  | 270  | 390  | 276  | 262  | 243  | 417  | 409  | 394  | 383  |
|               | 1869 | 1890 | 1921 | 1950 | 1980 | 2001 | 2017 | 2019 | 2022 | 2024 |